# Brainticket
Brainticket ist eine Psychedelic-Rock-Band, die Anfang der 1970er Jahre von dem belgischen Multiinstrumentalisten Joël Vandroogenbroeck gegründet wurde.

## Geschichte
Brainticket entstand aus der im Jahre 1967 gegründeten Soul-Jazz-Band „Barry Window and the Movements“ (Sänger Barry Window aus Basel, Schweiz), deren Mitglieder Joël Vandroogenbroeck, Ron Bryer und Wolfgang Paap zusammen mit einigen gleichgesinnten süddeutschen Krautrock-Musikern eine neue internationale Combo gründeten. Braintickets erstes Album Cottonwoodhill ist angeblich die Vertonung eines LSD-Trips und gilt bis heute als eines der psychedelischsten Alben überhaupt. Auf dem Plattencover sind mehrere Warnhinweise abgedruckt, zum Beispiel, man solle die Platte nicht im Beisein von Freunden abspielen, falls man sie wiedersehen möchte.
Einer zweiten Ausgabe der Band gehörten 1980 neben Vandroogenbroeck Hans Deyssenroth und Willy Seefeldt an.

## Diskografie
- 1971: Cottonwoodhill
- 1972: Psychonaut
- 1972: Celestial Ocean
- 1980: Adventure
- 1982: Voyage
- 1994: Brainticket (Kompilation)
- 2000: Alchemic Universe
- 2011:	The Vintage Anthology 1971-1980 (Kompilation)
- 2011: Live in Rome 1973
- 2015: Past, Present & Future